# Senusret III
Khakhaure Senusret III (thỉnh thoảng viết là Senwosret III hay Sesostris III) là pharaon của Ai Cập. Ông cai trị từ 1878 TCN đến 1839 TCN trong thời kì hùng cường và thịch vượng,, và là quân vương thứ năm của Vương triều thứ 12 thời Trung Vương quốc. Một trong số những thành tựu nổi bật của ông là đã xây dựng Kênh đào của các pharaon. là một vị pharaon vĩ đại của Vương triều thứ 12 và là vị quân vương quyền lực nhất Ai Cập trong thời gian đó. Vì thế, ông được xem là hiện thân của ông vua huyền thoại Sesostris. Các chiến dịch quân sự của ông đã dẫn đến một kỷ nguyên hòa bình và thịnh vượng kinh tế mà còn làm giảm bớt quyền lực của nhà lãnh chúa địa phương và dẫn đến một sự hồi sinh trong các ngành nghề thủ công, thương mại và phát triển đô thị. Senusret III là một trong số ít các vị vua được phong thần và thờ phụng tôn kính trong suốt cuộc đời của mình.

## Gia đình
Senusret III là con trai của Senusret II với Khenemetneferhedjet I còn được gọi là Khenemetneferhedjet I Weret. Hai người vợ của Senusret III cũng được biết chắc chắn. Họ là Khenemetneferhedjet II và Neferthenut, cả hai chủ yếu được biết đến từ ngôi mộ của họ bên cạnh kim tự tháp của nhà vua ở Dahshur. Một số người con gái của nhà vua cũng được biết đến, mặc dù họ chỉ chứng thực bởi các ngôi mộ xung quanh kim tự tháp và quan hệ chính xác của họ với nhà vua vẫn còn mơ hồ. Họ là Sithathor, Menet, Senetsenebtysy và Meret. Amenemhat III có khả năng là con trai của nhà vua. Những người con trai khác không được biết đến.

## Khởi xướng
Senusret III đã cho khơi thông một con kênh xuyên qua Thác nước thứ nhất.(Khác với kênh đào của pharaon, mà Senusret III dường như cũng đã cố gắng để xây dựng). Ông cũng không ngừng rộng vương quốc của mình về phía Nubia (1866-1863 TCN), tại đó ông đã dựng lên các pháo đài ven sông lớn bao gồm Buhen, Semna và Toshka tại Uronarti.
Ông đã tiến hành ít nhất bốn chiến dịch lớn vào Nubia vào các năm 8, 10, 16 và 19. Tấm bia đã Năm 8 Semna đã ghi lại những chiến thắng của ông trước người Nubia qua đó ông được cho là đã bảo vệ an toàn biên giới phía Nam, ngăn ngừa sự xâm nhập sâu hơn vào Ai Cập. Một tấm bia lớn khác ở Semna có niên đại tháng thứ ba năm 16 dưới vương triều của ông đề cập đến các hoạt động quân sự chống lại cả người Nubia và Canaan. Trong đó, ông đã nhắc nhở những vị vua kế vị tương lai của mình phải duy trì biên giới mới mà ông đã tạo ra:
| “ | Năm 16, tháng thứ ba của mùa đông: đức vua thiết lập biên giới phía nam của ngài tại Heh. Ta đã thiết lập nên biên giới của mình về phía nam xa hơn cha của mình. Ta đã mở rộng thêm những gì đã được truyền lại cho ta. (...) Dành với bất kỳ người con trai nào (tức người kế vị) của ta, ngươi phải chịu trách nhiệm duy trì biên giới mà đức vua của ngươi đã tạo nên, ngươi là con trai được đức vua của ngươi sinh ra. Người con trai thật sự là người bảo vệ cha mình, người bảo vệ biên giới của phụ thân mình. Nhưng nếu ngươi từ bỏ nó, ngươi không chiến đấu vì nó, thì nhà ngươi không phải là con trai của ta, ngươi không phải do ta sinh ra. Lúc này đây đức vua của ngươi đã tạo nên sự uy nghiêm của ngài, tại biên giới này nơi mà đức vua của ngươi đã thiết lập nên, ta ra lệnh cho ngươi phải duy trì nó, ngươi phải chiến đấu vì nó. | ” |

Chiến dịch cuối cùng của ông diễn ra vào năm thứ 19 đã không thành công bởi vì quân đội của nhà vua đã mắc kẹt do nước sông Nile thấp hơn so với bình thường buộc họ phải rút lui và từ bỏ chiến dịch của mình để tránh bị mắc kẹt trong lãnh thổ Nubia thù địch.
Do bản tính mạnh mẽ của bản thân và sức ảnh hưởng to lớn mà nhờ vậy Senusret III đã được tôn thờ như một vị thần ở Semna bởi các thế hệ sau này. Năm 1894, Jacques Morgan đã phát hiện được các dòng chữ khắc đá gần đảo Sehel ghi chép lại về việc nhà vua ra lệnh cho đào một con kênh. Senusret III còn dựng lên một ngôi đền và thị trấn ở Abydos, và một ngôi đền khác ở Medamud.

## Độ dài vương triều

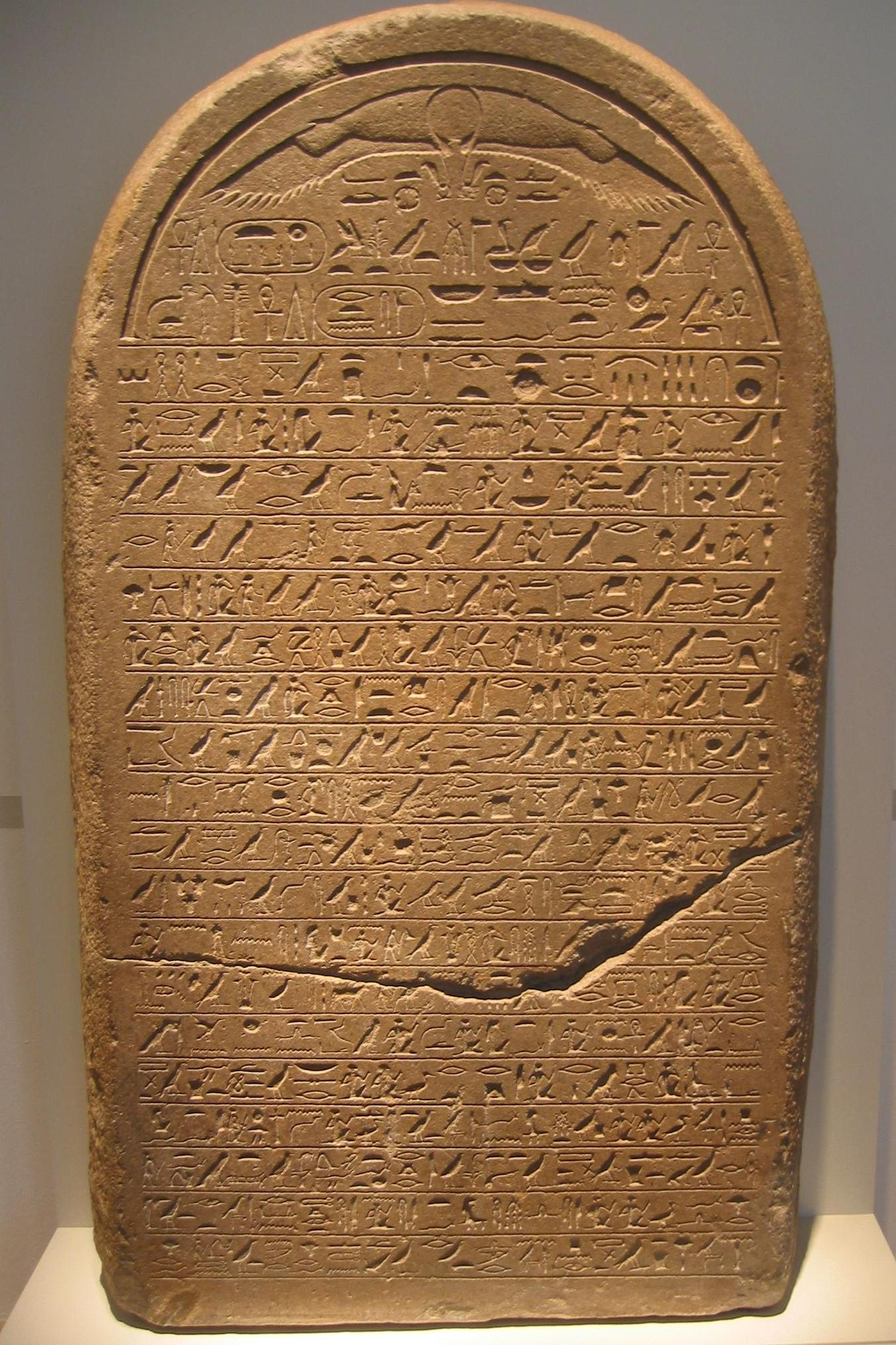
Bia đá biên giới năm thứ 16 của Senusret III (Bảo tàng Altes), Berlin

Kim tự tháp của ông được xây dựng ở Dahshur. Một cuộn giấy cói tại Bảo tàng Berlin ghi lại năm 20 dưới vương triều của ông tương đương với năm 1 vương triều con trai ông, Amenemhat III. Điều này có nghĩa rằng ông bắt đầu cùng trị vì với con trai của mình vào năm này. Theo Josef W. Wegner, một lời ghi chú về quyền hành giới giáo sĩ năm 39 đã được phục hồi trên một khối đá vôi trắng xuất phát từ việc:
| “ | ...xác định một cách chắc chắn chất liệu của các mảnh vỡ xây dựng được tạo ra từ việc xây dựng đên thờ an táng của Senwosret III. Bản thân những mảnh vỡ này là một phần tàn tích của việc xây dựng đền thờ. Điều này cung cấp bằng chứng về thời điểm xây dựng ngôi đền an táng của Senwosret III tại Abydos. | ” |

Wegner nhấn mạnh rằng không chắc liệu là Amenemhet III, con trai và vị vua kế vị Senusret, vẫn sẽ tiến hành xây dựng đền thờ của người cha ông ta thêm gần 4 thập kỷ dưới vương triều của mình. Ông ta lưu ý rằng giải pháp duy nhất có thể cho sự tồn tại của khối đá ở đây là Senusret III đã có một triều 39 năm, với 20 năm cuối cùng đồng trị vì với người con trai Amenemhet III. Bởi vì công trình này đã được coi là của Senusret III, cho nên năm cai trị của ông có lẽ đã được sử dụng để ghi đề ngày tháng trên khối đá, thay vì năm 20 của Amenemhet III. Điều này ngụ ý rằng Senusret vẫn còn sống trong hai thập kỷ đầu tiên dưới vương triều của con trai ông.
Triều đình của ông bao gồm các vị tể tướng Sobekemhat, Nebit và Khnumhotep. Ikhernofret là quan coi quốc khố nhà vua tại Abydos. Còn có vị quan Senankh đã khơi thông con kênh ở Sehel cho nhà vua.

## Phức hợp Kim tự tháp

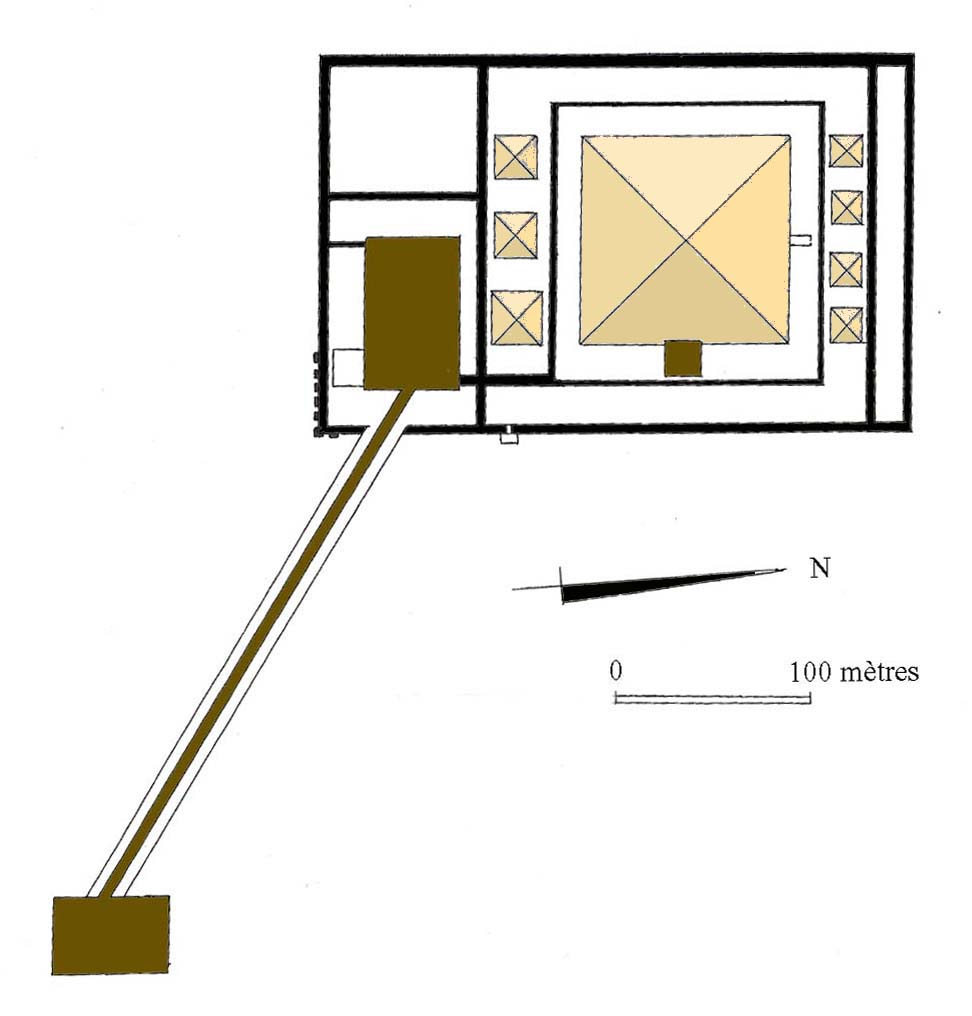
Sơ đồ phức hợp kim tự tháp Senusret III

Phức hợp kim tự tháp của Senusret được xây dựng phía đông bắc Kim tự tháp Đỏ ở Dahshur và có sự hùng vĩ vượt xa kim tự tháp của các tiên vương đầu vương triều thứ 12 về cả kích thước và những quan niệm tôn giáo cơ bản.
Đã có suy đoán rằng Senusret không nhất thiết phải an táng ở đó và phức hợp an táng phức tạp này của ông tại Abydos cùng với kim tự tháp nhiều khả năng giống như một đài tưởng niệm.
Kim tự tháp Senusret có chiều ngang 105 mét và cao 78 mét. Tổng khối lượng khoảng 288.000 m3. Phần lõi của kim tự tháp được làm từ gạch bùn. Phòng mai táng được lót bằng đá granite. Phía trên mái vòm phòng mai táng có một phòng mai táng thứ hai có vai trò chống đỡ và được lợp bằng 5 cặp dầm đá vôi, mỗi cái nặng 30 tấn. Phía trên nó là một mái vòng bằng gạch bùn thứ ba.
Khu phức hợp kim tự tháp bao gồm một ngôi đền an táng nhỏ và 7 kim tự tháp nhỏ hơn dành cho các hậu phi của ông. Ngoài ra còn có một hành lang ngầm với những khác ngôi mộ dành cho những phụ nữ thuộc hoàng tộc. Ở đây còn tìm thấy kho báu của Sithathor và vương hậu Mereret. Cũng có một ngôi đền phía Nam, tuy nhiên nó đã bị phá hủy.